# Seljalandsfoss
A Seljalandsfoss Izland egyik legismertebb vízesése, a szigetország egyik fő turistalátványossága. Izland déli régiójában található, közvetlenül a Hringvegur mellett, így autóval könnyen megközelíthető. A Seljalands-folyó része, a zuhatag 60 méter magas. A folyó vize az Eyjafjallajökull vulkáni gleccserből ered. A vízesés mögött egy barlang található, így hátulról is megtekinthető.